# ハードマン郡 (テネシー州)
ハードマン郡（英: Hardeman County）は、アメリカ合衆国テネシー州の南西部に位置する郡である。2010年国勢調査での人口は27,253人であり、2000年の28,105人から3.0%減少した。郡庁所在地はボリバー市（人口5,417人）であり、同郡で人口最大の都市でもある。

## 歴史
ハードマン郡は1823年にハーディン郡の一部とインディアン領土を合わせて、テネシー州議会によって設立された。郡名はクリーク戦争や米英戦争の退役兵であり、テキサスの独立のための戦いで傑出し、テキサス共和国の議員を務めたジョーンズ・ハードマン（1788年-1854年）に因んで名付けられた。

## 地理
アメリカ合衆国国勢調査局に拠れば、郡域全面積は670平方マイル (1,735.3 km2)であり、このうち陸地668平方マイル (1,730,1 km2)、水域は3平方マイル (7 km2)で水域率は0.42%である。
チカソー州立公園の一部が郡内に掛かっている。

### 隣接する郡
- マディソン郡 - 北
- チェスター郡 - 北東
- マクネアリー郡 - 東
- アルコーン郡 (ミシシッピ州) - 南東
- ティッパー郡 (ミシシッピ州) - 南
- ベントン郡 (ミシシッピ州) - 南西
- ファイエット郡 - 西
- ヘイウッド郡 - 北西

## 人口動態

人口ピラミッド

以下は2000年の国勢調査による人口統計データである。
| 基礎データ - 人口: 28,105人 - 世帯数: 9,412 世帯 - 家族数: 6,767 家族 - 人口密度: 16人/km2（42人/mi2） - 住居数: 10,694軒 - 住居密度: 6軒/km2（16軒/mi2） 人種別人口構成（ ）内は2010年 - 白人: 57.34% (59.1%) - アフリカン・アメリカン: 40.97% (39.01%) - ネイティブ・アメリカン: 0.26% (0.24%) - アジア人: 0.31% (0.29%) - 太平洋諸島系: 0.02% (0.01%) - その他の人種: 0.30% (0.2%) - 混血: 0.79% (0.79%) - ヒスパニック・ラテン系: 0.97% (0.96%) | 年齢別人口構成 - 18歳未満: 23.9% - 18-24歳: 9.8% - 25-44歳: 31.3% - 45-64歳: 22.4% - 65歳以上: 12.6% - 年齢の中央値: 36歳 - 性比（女性100人あたり男性の人口） - 総人口: 116.9 - 18歳以上: 121.4 世帯と家族（対世帯数） - 18歳未満の子供がいる: 32.6% - 結婚・同居している夫婦: 50.0% - 未婚・離婚・死別女性が世帯主: 17.6% - 非家族世帯: 28.1% - 単身世帯: 25.1% - 65歳以上の老人1人暮らし: 11.4% - 平均構成人数 - 世帯: 2.56人 - 家族: 3.06人 | 収入と家計 - 収入の中央値 - 世帯: 29,111米ドル - 家族: 34,746米ドル - 性別 - 男性: 27,828米ドル - 女性: 20,759米ドル - 人口1人あたり収入: 13,349米ドル - 貧困線以下 - 対人口: 19.7% - 対家族数: 16.9% - 18歳未満: 24.4% - 65歳以上: 20.8% |

## 都市と町
| - ボリバー - 郡庁所在地 - グランドジャンクション - ヒッコリーバレー | - ホーンズビー - ミドルトン - ソールズベリー | - サイラートン - トゥーン - ホワイトビル |